# UDMA
울트라 DMA(Ultra DMA, Ultra Direct Memory Access, UDMA) 모드는 일반적으로 컴퓨터와 ATA 장치 사이에서 ATA 하드 디스크 인터페이스를 통해 데이터를 전송하는 데 사용되는 가장 빠른 방법이다. UDMA는 ATA 장치와 컴퓨터 간의 인터페이스로 싱글/멀티워드 DMA를 계승했다. 8가지의 UDMA 모드가 있으며, ATA의 경우 0부터 6까지 ( 콤팩트플래시의 경우 0부터 7까지), 각각 고유한 타이밍을 가지고 있다.

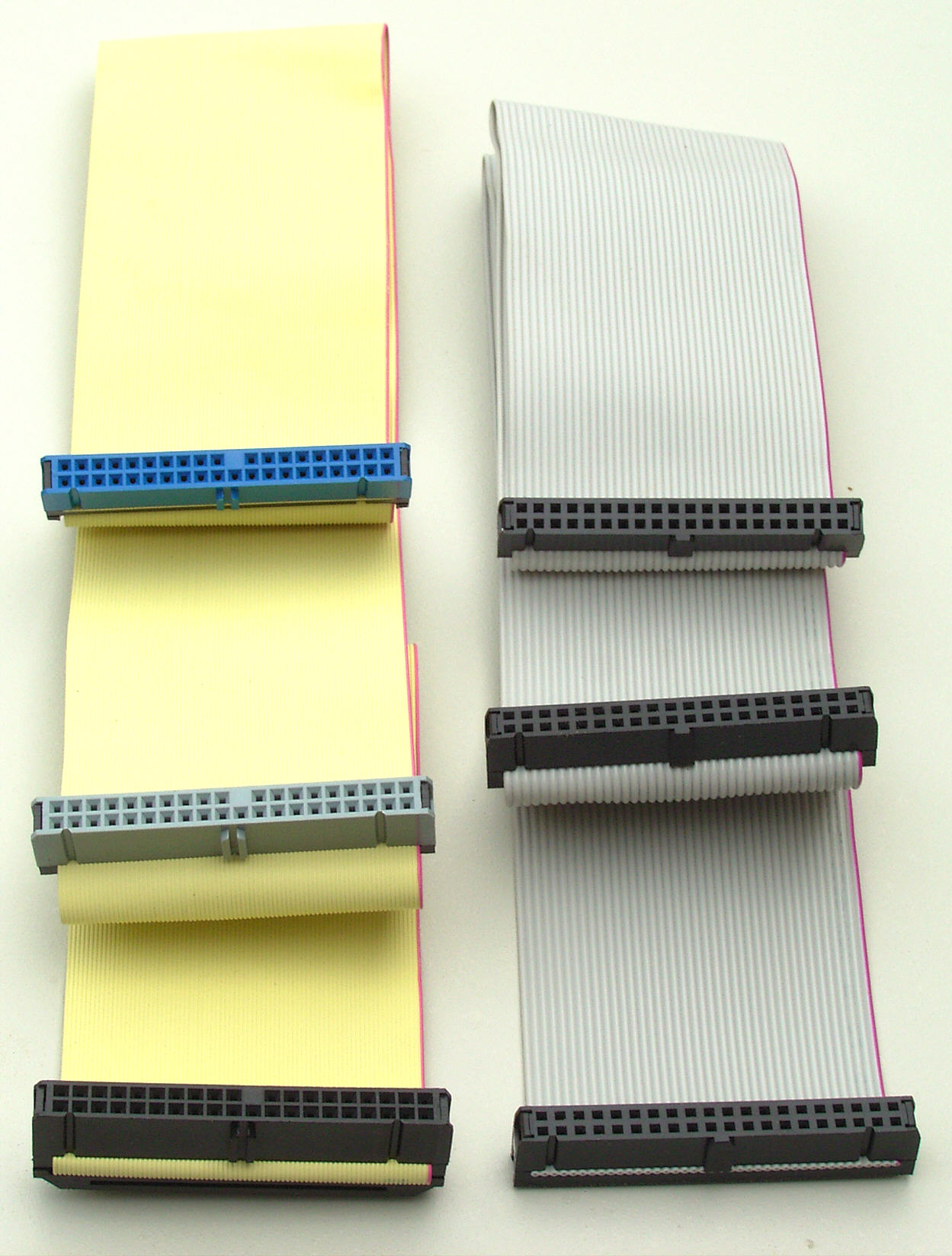
UDMA 2보다 빠른 모드에 사용되는 80선 케이블(왼쪽)과 40선 케이블의 비교

UDMA 모드 2보다 빠른 모드는 데이터 안정화 시간을 줄이고, 임피던스를 낮추며, 누화를 줄이기 위해 80선 케이블을 필요로 한다.
| 모드       | 번호 | 다른 이름     | 최대 전송 속도 (MB/s) | 최소 사이클 시간 | 정의 표준        |
| ---------- | ---- | ------------- | --------------------- | ---------------- | ---------------- |
| 울트라 DMA | 0    |               | 016.7                 | 120 ns           | ATA-4            |
| 울트라 DMA | 1    |               | 025.0                 | 080 ns           | ATA-4            |
| 울트라 DMA | 2    | Ultra ATA/330 | 033.3                 | 060 ns           | ATA-4            |
| 울트라 DMA | 3    |               | 044.4                 | 045 ns           | ATA-5            |
| 울트라 DMA | 4    | Ultra ATA/660 | 066.7                 | 030 ns           | ATA-5            |
| 울트라 DMA | 5    | Ultra ATA/100 | 100.0                 | 020 ns           | ATA-6            |
| 울트라 DMA | 6    | Ultra ATA/133 | 133.0                 | 015 ns           | ATA-7            |
| 울트라 DMA | 7    | Ultra ATA/167 | 167.0                 | 012 ns           | CompactFlash 6.0 |

## 같이 보기
- 병렬 ATA
- 시리얼 ATA